# Narcedalia Ramírez Pineda
Narcedalia Ramírez Pineda (Oaxaca, 19 de mayo de 1971) es una filántropa, escritora, profesional del emprendimiento social y política mexicana. Fue diputada por la LXI Legislatura del Congreso de la Unión de México del 2009 al 2012.

## Biografía
De raíz y familia, mixteca, oaxaqueña, Narcedalia se ha interesado por la vida y el desarrollo de las comunidades, con énfasis en las mujeres y sus proyectos productivos. Considera que ha sido muy importante el ejemplo de su padre, Heladio Ramírez López. 
También ha laborado como docente en la materia de administración pública en la Universidad Anáhuac, de Oaxaca, y en materias de administración en la Universidad del Claustro de Sor Juana en la Ciudad de México. Entre otras actividades, es conferencista en economía y emprendimiento social. 

## Estudios
Cuenta con un doctorado en Administración por la Universidad Anáhuac, y dos maestrías, una en Gobierno y Políticas Públicas por el Instituto Ortega y Gasset México, y otra en Administración Internacional por la Universidad Anáhuac. Cursó la licenciatura en Administración de Empresas en la Universidad Iberoamericana en 1998. También se ha formado con diplomados en gobierno y políticas públicas, 1999, y en filantropía como una alternativa de apoyo para el desarrollo social, 2004, y participó en el curso de Estrategias de Liderazgo para enfrentar los cambios en el futuro de México en Harvard, Kennedy School.

## Vida Política
Entre abril del 2014 y diciembre del 2018 fue directora general del Instituto Nacional de la Economía Social, INAES. Con esa experiencia, recuerda que apoyó muchos emprendimientos, capacitando y dotando de herramientas a productores que son la base de la economía.
Participó como Consejera Política de la Ciudad de México del 2005 a 2007, Consejera Política del CEN del PRI en 2010 y Consejera Política en Oaxaca.
Dentro de la administración pública federal, fue Directora de Atención a Organizaciones Campesinas, del Fondo Nacional de Apoyo a las Empresas de Solidaridad (FONAES), y la Secretaría de Desarrollo Social (SEDESOL), de 1993 al 2001. Durante el 2001 también fungió como Directora de Evaluación Operativa en e Registro Agrario Nacional.

## Diputada Federal
Fue Diputada Federal de representación proporcional, por el PRI en la tercera circunscripción en el estado de Oaxaca de la LXI Legislatura. 

## Emprendimiento Social
Entre el activismo y el emprendimiento social, Narcedalia Ramírez afirma que "Si queremos sacar de la pobreza a una población, tenemos que involucrarlos, ¿cómo? sumándolos, haciéndolos emprendedores".
Del 2001 a la fecha se desempeñaba como Vicepresidenta de la Fundación Ayú y del Instituto para el Desarrollo de la Mixteca A.C. y Presidenta de la Organización de Mujeres de la Mixteca Ita-Yee A.C. Es fundadora de la asociación “El Gran Olvidado”. 
Narcedalia Ramírez Pineda destaca que los programas estratégicos de Ayú, "tienen que ver con el desarrollo productivo y el social y que ambos casos lo que se privilegia es la consolidación y creación de nuevos proyectos productivos, la capacitación, la asistencia técnica, los planes de reforestación, el combate a la desnutrición, programas de vivienda rural, el fomento a la cultura de ahorro, entre otros esfuerzos."